# Metimazol
Metimazol ou tiamazol (nomes comerciais: Danantizol, Tapazol, Nortix, entre outros)  é um fármaco antitireoidiano usado no tratamento do hipertireoidismo ou tireotoxicose. Inibe a produção de tiroglobulina, o precursor dos principais hormônios da tireoide triiodotironina (T3) e tiroxina (T4). Faz parte do grupo de derivados do imidazol, assim como alguns antifúngicos e antiparasitários.

## Mecanismo de ação
Metimazol inibe a peroxidase tireoidiana, uma enzima que converte iodeto para iodo, usando peróxido de hidrogênio como um cofator e também que catalisa a incorporação da molécula de iodeto resultante sobre ambas as posições 3 e 5 dos anéis de fenol das tirosinas encontrados na tiroglobulina. A tiroglobulina é degradada para produzir tiroxina (T4) e tri-iodotironina (T3), que são os principais hormônios produzidos pela glândula tireoide.

## Indicações
Usado no tratamento do hipertireoidismo, inclusive em crises tireotóxicas. Também pode ser usado prévia à tireoidectomia (remoção cirúrgica total ou parcial da tireoide) ou antes do uso de iodo-131.

## Contraindicações
Hipersensibilidade a qualquer de seus componentes. Gravidez (Categoria D).

## Farmacocinética
Os comprimidos de 5 mg podem ser ingeridos de 2 a 8 vezes por dia (dose máxima: 60 mg/dia) dependendo da gravidade do caso e dos efeitos colaterais. A dose recomendada a adultos com casos leves é de 5 mg a cada 8 h, com alimentos, reduzindo a dose com o tempo para equilibrar a melhora clínica com os efeitos colaterais.
Causa má formação fetal em todos os trimestres da gravidez. Eliminado no leite em quantidades muito pequenas, geralmente os benefícios compensam o uso na lactância.

## Efeitos colaterais
Possíveis efeitos colaterais incluem:
- Pele irritada, coceira e pápulas vermelhas (urticária) (10% dos casos);
- Náusea e vômito;
- Bócio;
- Leucopenia;
- Dores em articulações;
- Dores musculares;
- Formigamento ou dormência;
- Hipotiroidismo (fraqueza, exaustão, desânimo, pele e cabelos quebradiços...)

Em caso de febre, pele amarelada e dor de garganta, que ocorre em apenas 0,1% dos casos, que pode ser sinal de anemia aplásica, uma doença da medula óssea, o remédio deve ser substituído por outro.

## Interações medicamentosas
Os efeitos adversos aumentam quando associados a anticoagulantes orais, betabloqueadores (por exemplo, propanolol), digitálicos (por exemplo, digoxina) ou teofilinas.